# Formaldéhyde déshydrogénase
La formaldéhyde déshydrogénase est une oxydoréductase qui catalyse la réaction :
formaldéhyde + NAD+ + H2O  {\displaystyle \rightleftharpoons }  formiate + NADH + 2 H+.
Cette enzyme intervient notamment dans le métabolisme du méthane.